# Magel Bel Abbès

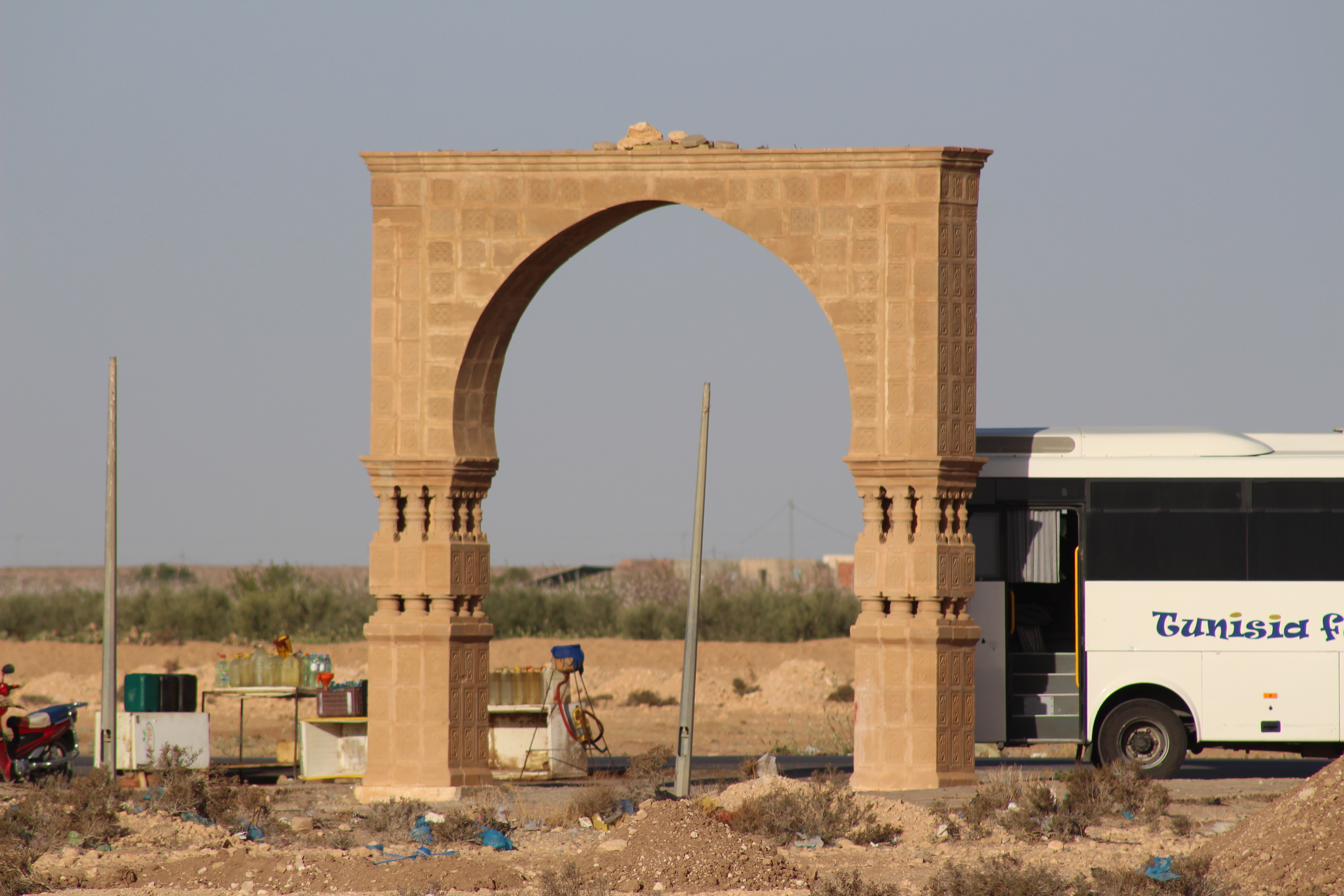
Imatge parcial de Magel Bel Abbes.

Magel Bel Abbès o Majel Belabes o Majel Bel Abbès o Majel Bel Abbes (àrab: ماجل بلعباس, Mājil Bilʿabbās) és una ciutat de Tunísia a l'extrem sud de la governació de Kasserine, amb una població de 7.000 habitants. El jaciment arqueològic de Thélepte es troba uns 25 km al nord. És capçalera d'una delegació amb 22.450 habitants el 2004.

## Economia
L'economia és agrícola amb cultius de cereals, fruiters i altres. Té estació de ferrocarril.

## Administració
És el centre de la delegació o mutamadiyya homònima, amb codi geogràfic 42 56 63 (ISO 3166-2:TN-12), dividida en set sectors o imades:
- Majel Bel Abbes Nord (42 63 51)
- Majel Bel Abbes Sud (42 63 52)
- Oum Laksab (42 63 53)
- Ennadhour (42 63 54)
- Henchir Oum El Khir (42 63 55)
- Soula (42 63 56)
- Grouâ El Jedra (42 63 57)

Al mateix temps, forma una municipalitat o baladiyya (codi geogràfic 42 20).